# Jehoriwka (obwód odeski)
Jehoriwka (ukr. Єгорівка) – wieś na Ukrainie, w obwodzie odeskim, w rejonie odeskim. W 2001 liczyła 890 mieszkańców, wśród których 780 wskazało jako ojczysty język ukraiński, 89 rosyjski, 10 mołdawski, 1 rumuński, 4 bułgarski, a 6 białoruski.